# Matice moravská
Matice moravská je vědecká společnost na Moravě. Sídlí v Brně, dnes je součástí Akademie věd České republiky a zabývá se především bádáním a výzkumem souvisejícím s historií Moravy.

## Historie

### 19. století
Vznik Matice moravské sahá do dob Českého národního obrození. Byla založena roku 1849 jako Národní spolek svatého Cyrila a Metoděje moravskými učenci a literáty. Původním cílem spolku byla podpora českojazyčné literatury. Spolek vydával knihy v místním jazyce, podporoval knihovny a čtenářské kroužky.
Původním pojmenováním podle slovanských věrozvěstů Cyrila a Metoděje chtěli její zakladatelé připomenout raněstředověkou Velkomoravskou říši. K této epoše bylo v 19. století vzhlíženo jako k vrcholné době moravské historie. Současně měla být tímto názvem vystižena spojitost se slovanským obyvatelstvem, které též mělo Cyrila a Metoděje v úctě.
Již v roce 1853 došlo k přejmenování spolku na současný název Matice moravská. Spolek byl v té době otevřený i vůči věřícím jiného než římskokatolického vyznání. Od roku 1869 začal spolek vydávat vlastní Časopis Matice moravské. Jeho prvním redaktorem byl Vincenc Brandl.
Od 90. let 19. století se začal spolek orientovat, především pod vlivem Františka Kameníčka, na literární historii a dějiny umění.

### 20. století
V meziválečném období získal časopis spolku díky příspěvkům redaktorů Bohumila Navrátila a Stanislava Součka vysoký ohlas.
Během 50. let 20. století ustál spolek tehdejší vlnu likvidací mnoha vědeckých a kulturních kroužků spuštěných komunistickým režimem. Nakonec se společnost musela roku 1967 podřídit „Československé historické společnosti“, kde setrvala až do jejího zrušení v roce 1990, kdy se opět osamostatnila.
V roce 1994 přistoupila společnost jako člen do nově vytvořeného historického klubu AVČR. Bylo sestaveno nové redakční vedení Prof. Jana Janáka, ve kterém byla činná řada významných výzkumníků, mezi jinými např. Josef Válka, Milan Myška, Jiří Kroupa, Jiří Malíř a Zdeněk Beneš. Brzy začali pro spolek pracovat též významní historikové.
Dnes působí v Matici moravské cca 200 odborných pracovníků činných v oboru historie a jí přidružených vědách, jejichž činnost je zaměřena na výzkum moravské historie ve spojitosti s historií Čech a středoevropského regionu.